# ナターシャ・ファリネア
ナターシャ・ファリネア（Natasha Farinea、1986年2月8日 - ）は、ブラジルの女子バレーボール選手。ポジションはミドルブロッカー。元ブラジル代表。

## 来歴
- クラブチーム

Porto Murtinho出身。2004年、São Caetano Vôleiへ入団。2008/09シーズンのブラジル・スーパーリーガで3位、ブラジルカップで準優勝した。2009年、ジェルダウ・ミナスへ移籍。2011/12シーズンには主将を務め、ブラジルスーパーリーガで4位となった。2012/13シーズンはVôlei Amil/Campinasでプレーした。2013/14シーズンはレクソーナ・アデスに移籍し、ブラジルスーパーリーガで優勝を果たした。2014年にプライア・クルーベへ移籍し、2015/16シーズンのブラジル・スーパーリーガで準優勝、2017/18シーズンのスーパーリーガで優勝に貢献した。2018/19シーズンはオザスコでプレーした。2019/20シーズンからはFluminense FCへ移籍し2年間プレーした。2021/22シーズンはVôlei Taubatéでプレーした。2022/23シーズンはポルトガルのSL Benficaでプレーした。2023/24シーズンはBluvolei Blumenauと契約した。
- 代表チーム

アンダーカテゴリーの代表として2005年のU-20世界選手権で金メダルを獲得した。2011年、シニア代表に初選出され、エリツィン大統領杯に出場。2012年、ワールドグランプリに出場した。同年のパンアメリカンカップで銀メダルを獲得し、ベストブロッカー賞を受賞した。

## 球歴
- ワールドグランプリ - 2012年

## 受賞歴
- 2012年 パンアメリカンカップ ベストブロッカー賞

## 所属クラブ
- São Caetano Vôlei（2004-2009年）
- ジェルダウ・ミナス（2009-2012年）
- Vôlei Amil/Campinas（2012-2013年）
- レクソーナ・アデス（2013-2014年）
- プライア・クルーベ（2014-2018年）
- オザスコ（2018-2019年）
- Fluminense FC（2019-2021年）
- Vôlei Taubaté（2021-2022年）
- SL Benfica（2022-2023年）
- Bluvolei Blumenau（2023-）